# Angelika Mach
Angelika Mach (ur. 7 września 1991 w Tarnogrodzie) – polska lekkoatletka, biegaczka długodystansowa, brązowa medalistka mistrzostw Europy.

## Życiorys
Brązowa medalistka mistrzostw Europy 2022 w biegu maratońskim drużynowo (wraz z Aleksandrą Lisowską i Moniką Jackiewicz). Uczestniczka igrzysk olimpijskich w 2020 w Tokio, na których zajęła 59. miejsce w biegu maratońskim.
Dwukrotna brązowa medalistka mistrzostw świata w biegach górskich (2009, w kategorii juniorek: indywidualnie oraz w drużynie).
Mistrzyni Polski w półmaratonie w 2020 i w biegu na 5000 metrów w 2022. Wicemistrzyni w maratonie w 2021. Czterokrotna medalistka mistrzostw Polski w biegu na 10 000 metrów (w latach 2015–2017 i 2024) i jeden raz w biegu na 5 kilometrów (w 2017).
Medalistka mistrzostw Polski kadetów, juniorów oraz młodzieżowców na różnych dystansach.

## Rekordy życiowe
- bieg na 5000 metrów – 15:57,99 (11 czerwca 2022, Suwałki)
- bieg na 10 000 metrów – 33:12,31 (28 maja 2022, Pacé)
- półmaraton – 1:11:07 (17 października 2020, Gdynia)
- maraton – 2:26:19 (3 grudnia 2023, Walencja)